# Чекановський Олександр Лаврентійович
Олекса́ндр Лавре́нтійович Чекано́вський, або Александер Пйотр (12 (24) лютого 1833, Кремінець — 30 жовтня 1876) — польський і український мандрівник та геолог. Похресник ученого Вілібальда Бессера.

## Біографія
Народився на Волині. Батько — Вавжинець (Лаврентій), утримував у Кремінці пансіонат. З 1827 року був почесним помічником зоологічного кабінету місцевого ліцею після закриття якого потрапив у скрутне матеріальне становище. Мати — дружина батька Йоанна з Ґастеллів.
Закінчив гімназію та університет у Києві. Після отримання диплому лікаря виїхав у 1855 році на продовження навчання до міста Дерпт (тепер Тарту) завдяки контактам з німцями — завідувачами кафедр Київського університету. За 2 роки прослухав повний курс лекцій з мінералогії. В тому часі провів ретельну категоризацію мінералів місцевого університету. Через важке матеріальне становище батька змушено покинув навчання, влаштувався у київській фірмі Зіменс і Гальске, що займалася електротехнічними і телеграфними забудовами. Крім телеграфної роботи займався систематизацією палеонтологічної колекції Київського університету, за напучуванням Вілібальда Бессера проводить геологічні дослідження в Криму. Заарештований за участь у польському повстанні 1863–1864.
Втік з київської тюрми, затриманий та засуджений на безстрокове заслання в Сибір. По етапу пішки перетнув Російську імперію від Києва аж до Тобольська. При цьому, як палкий ентузіаст науки, збирав ентомологічну колекцію. В 1866 зусиллями академіка Федора Шмідта переведений із Братського острогу до Іркутська в розпорядження Сибірського відділу Географічного товариства.

### Наукові дослідження
У 1869—1872 роках проводив геологічні дослідження у Іркутській губернії, видина з цього питання монографія була вдостоєна золотої медалі.
Протягом 1872—1873 років з фізиком і астрономом Ф. Міллером обстежив басейн Нижньої Тунгуски від витоків до гирла, описав рельєф центру та частини Середньосибірського плоскогір'я, у 1874 вивчав систему річок між Єнісеєм і Леною. Ним у співавторстві зроблено один з перших описів Сибірської платформи з її найбільшим на Землі лавовим покривом.
У 1875 за власні кошти обстежив і зкартографував береги Лени від Якутська до Булуна, притокою Лени річкою Єекит піднявся до її витоків, перетнув Оленьоксько-Ленський вододіл до місця впадання Оленьока в Лену. Відвідав та упорядкував могили полярних дослідників подружжя Василя та Тетяни Прончищевих.
Амністований наприкінці 1875, переїхав до Санкт-Петербурга, взявся до обробки матеріалів експедицій; одначе, не закінчивши їх, у жовтні 1876 року наклав на себе руки.
Ім'ям Чекановського названо гірський кряж в Якутії й селище міського типу в Іркутській області.